# 195 (liczba)
195 (sto dziewięćdziesiąt pięć) – liczba naturalna następująca po 194 i poprzedzająca 196.

## W matematyce
- 195 jest liczbą Harshada[1]
- 195 jest liczbą szczęśliwą[2]
- 195 jest liczbą sfeniczną[3]
- 195 jest palindromem liczbowym, czyli może być czytana w obu kierunkach, w pozycyjnym systemie liczbowym o bazie 4 (3003) oraz bazie 8 (303)
- 195 należy do osiemnastu trójek pitagorejskich (28, 195, 197), (48, 189, 195), (75, 180, 195), (99, 168, 195), (104, 195, 221), (117, 156, 195), (195, 216, 291), (195, 260, 325), (195, 400, 445), (195, 468, 507), (195, 748, 773), (195, 1260, 1275), (195, 1456, 1469), (195, 2108, 2117), (195, 3800, 3805), (195, 6336, 6339), (195, 19012, 19013).

## W nauce
- liczba atomowa unennpentium (niezsyntetyzowany pierwiastek chemiczny)
- galaktyka NGC 195
- planetoida (195) Eurykleia
- kometa krótkookresowa 195P/Hill

## W kalendarzu
195. dniem w roku jest 14 lipca (w latach przestępnych jest to 13 lipca). Zobacz też co wydarzyło się w roku 195, oraz w roku 195 p.n.e.